# Kultura amfor kulistych

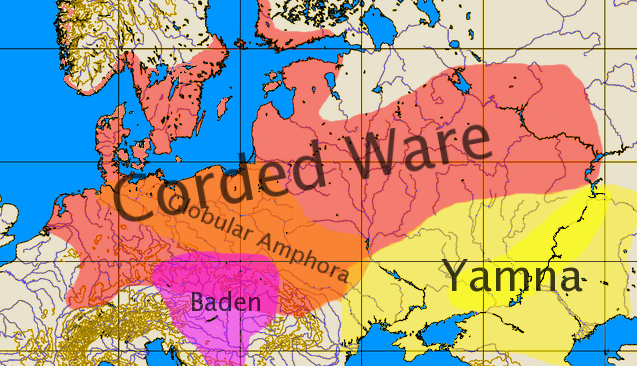
Obszar występowania kultury ceramiki sznurowej (ang. Corded Ware), kultura badeńska kolor fioletowy (ang.Baden) oraz kultura amfor kulistych (ang. Globular Amphora) III tys. p.n.e.

Kultura amfor kulistych – kultura neolityczna, występowała w latach 3100–2600 p.n.e. w dorzeczu Łaby, w Polsce, Mołdawii, na Wołyniu i Podolu. 
Nazwa tej kultury pochodzi od charakterystycznego dla niej typu wyrobów ceramicznych o kulistym brzuścu. Ludność tej kultury eksploatowała krzemień pasiasty z kopalni w Krzemionkach Opatowskich.
Na terenie Polski pozostawiła po sobie grobowce megalityczne typu skrzynkowego, datowane na połowę III tysiąclecia p.n.e.

## Osadnictwo
Dotychczas odnalezione osady tej kultury charakteryzowały się małą liczbą domów o konstrukcji słupowej, zbudowanych na planie nieregularnego czworokąta. Czasami również w formie ziemianki.

## Zwyczaje pogrzebowe
Groby najczęściej w formie skrzyń z kamieni, przykrytych ziemnym nasypem. Często dno grobowca oraz jego wierzchnia warstwa były brukowane. Wewnątrz znajdowano ozdoby, krzemienne narzędzia (siekierki) oraz naczynia. Wiele pochówków zawiera szczątki zwierząt, głównie bydła z obciętymi rogami. Na naczyniach zarówno na zewnątrz jak i wewnątrz umieszczano znak swastyki (Rębków Parcele wykopaliska w 1938 roku – dziś Rębków Borki). W grobach znajdowano nawet sześć rodzajów garnków i naczyń glinianych, co świadczy o różnorodnej diecie ówczesnych ludów. Ludy te wierzyły w życie pozagrobowe, na co wskazuje wyposażanie zmarłych w narzędzia i naczynia (prawdopodobnie z jedzeniem).

## Narzędzia
Narzędzia to przede wszystkim krzemienne siekierki i krzemienne ostrza, natomiast brak jest w znaleziskach kamiennych toporków. Garnki były wykonywane metodą doklejania uformowanych wstępnie wałków. Uszy na garnkach i naczyniach były niewielkie i służyły do zawieszania garnków na sznurkach. Brak w grobowcach naczyń, które by odpowiadały dzisiejszym kubkom, przypuszczalnie dlatego, że były one wykonywane z mało trwałych materiałów np. ze skóry. Kształt szyjki garnków wskazuje na możliwość przykrywania ich właśnie skórzanymi kubkami.